# 1443 w polityce
Wydarzenia polityczne w 1443 roku.

## Urodzili się
- 5 grudnia – Giuliano della Rovere, późniejszy papież Juliusz II.